# Santa Rita (Salwador)
Santa Rita – gmina (municipio) w Salwadorze, w departamencie Chalatenango.